# 消滅傳染病
消滅傳染病是指人們将传染病的感染率降至零。 
截至2022年，人类已成功將天花和牛瘟清零，目前人類正打算將脊髓灰质炎、熱帶肉芽腫、麦地那龙线虫病和疟疾清零。截至2008年4月，卡特中心又发现憑藉現有的醫學技術，麻疹、流行性腮腺炎、风疹、象皮病和囊虫病等五种传染病有可能清零。 